# Chiriveta
Chiriveta (Girbeta en catalán ribagorzano) es un despoblado español situado dentro del municipio de Viacamp y Litera, en la comarca de La Ribagorza, provincia de Huesca, Aragón.
Está a una altitud de 602 m s. n. m. junto al desfiladero de Monrebey.
En 1980 contaba con 7 habitantes y en 1991 con tan solo 3. en la actualidad está despoblado.

## Historia
El pueblo aparece mencionado por primera vez en los documentos en el 1089.Aunque el entorno del castillo de Chiriveta pertenecia a los condes de Pallars Jussá aunque el gobierno personal del mismo estaba infeudado a la familia Girbeta como se puede ver en un acuerdo entre Guerau I Ponce de Áger y Pere Arnau I de Girbeta quien aceptaba en feudo los castillos de Fet, Bellmunt, Finestras y Piñana. 
A finales del siglo XIII el señorío paso a los Mauleón Anglesola tras el matrimonio entre Faidida de Mauleon, hija de Bernardo de Mauleon y Elisenda de Girbeta con Galcerán de Anglesola, manteniéndose bajo su control durante todo el siglo XIV.
A lo largo de los años cincuenta y sesenta la población empezó a emigrar en busca de trabajo y en parte debido al aislamiento de la población, algo que se vio acelerado con el cierre de la escuela quedando desde los años setenta solamente una familia en una de las casas que finalmente fue abandonada en el 2011.

## Patrimonio

### Ermita de Nuestra Señora del Congost
Románica, del siglo XII, fue restaurada en los años 90 del siglo XX cuando se le retiró el coro.

### Castillo de Chiriveta
Torre de vigilancia circular de 15 metros de altura, de construcción tardía en comparación a las de la zona.

### Ermita de Nuestra Señora del Congost Vieja
Románica, del siglo XII, construida con sillarejo. Constaba de una nave de planta rectangular cubierta con bóveda de cañón que remata en un ábside semicircular del que se conserva parte de la bóveda de cuarto de esfera que lo cubría, en el centro se abre una ventana con arco de medio punto y de doble derrame. Se encuentra a la entrada del congosto de Motrebei y su acceso es difícil.

### Iglesia de Nuestra Señora de la Piedad
Construcción de única nave con bóveda de cañón, construida en el s. XVII.Se trata de un templo de una nave cubierto con una bóveda de cañón apuntado, capillas laterales y un testero recto, mientras que el acceso se encuentra bajo un arco de medio punto sustentado sobre dos jambas en el muro sureste.

## Fiestas
Sus fiestas grandes eran en agosto para la Asunción, celebrando una misa y romeria a la ermita de Nuestra Señora del Congost y luego bailes en la plaza de la población, a la que acudían los jóvenes de poblaciones cercanas como Litera y Mongay.
Las fiestas menores se celebraban el tercer domingo de septiembre.